# Oberalmer Thaidingtisch

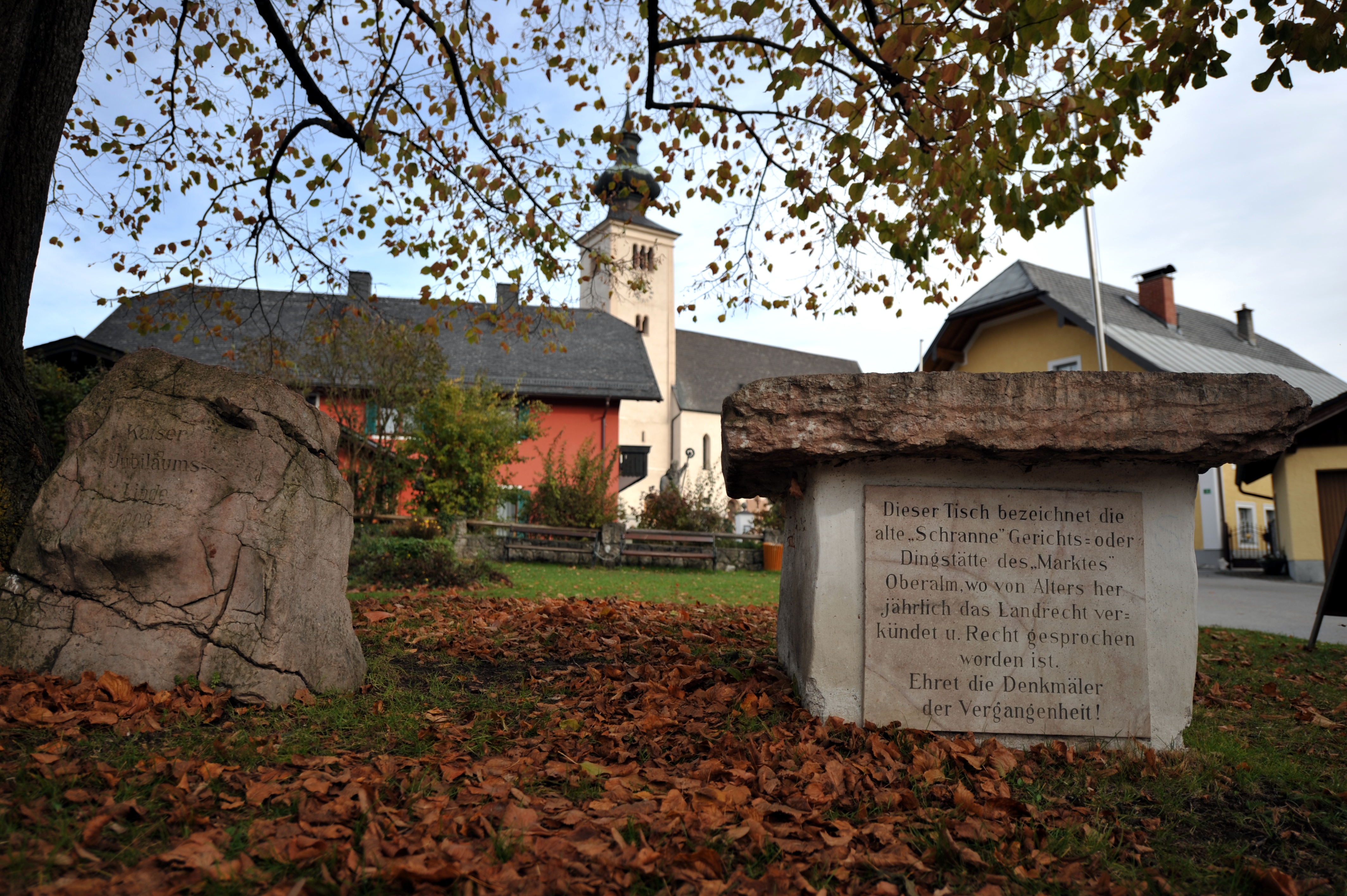
Schranne in Oberalm

Wappen von Oberalm

Der Oberalmer Thaidingtisch, auch Oberalmer Schranne, ist die roh behauene Marmorplatte einer historischen Richtstätte. Er steht unter der Kaiser-Jubiläumslinde, der Dorflinde von Oberalm, im Tennengau unweit von Hallein.

„Dieser Tisch bezeichnet die „alte Schranne“ Gerichts- oder Dingstätte des „Marktes“ Oberalm, wo von alters her jährlich das Landrecht verkündet u. Recht gesprochen worden ist.
Ehret die Denkmäler der Vergangenheit.“

Baum und Tisch sind das Wahrzeichen der Gemeinde, zieren das Gemeindewappen, und die Schranne steht unter Denkmalschutz.

## Der Thaidingtisch
Der Steintisch misst 1,25 Meter im Quadrat und hat eine Stärke von 15 cm. Die Platte ist aus Adneter Marmor gefertigt, dem bedeutenden Vorkommen nahe Oberalm. Der Sockel ist sekundär.
Der Tisch diente bis zu Beginn des 19. Jahrhunderts als Schranne, also Gerichtsstätte des Ortes (Ding/Thaiding), an der von alters her jährlich das Landrecht verkündet und Recht gesprochen wurde.
Er zählt zu den wenigen erhalten gebliebenen Rechtsaltertümern des Landes Salzburg und ist der einzige, noch im Original erhaltene Schrannentisch im gesamten Bundesland.

## Die Kaiser-Jubiläumslinde

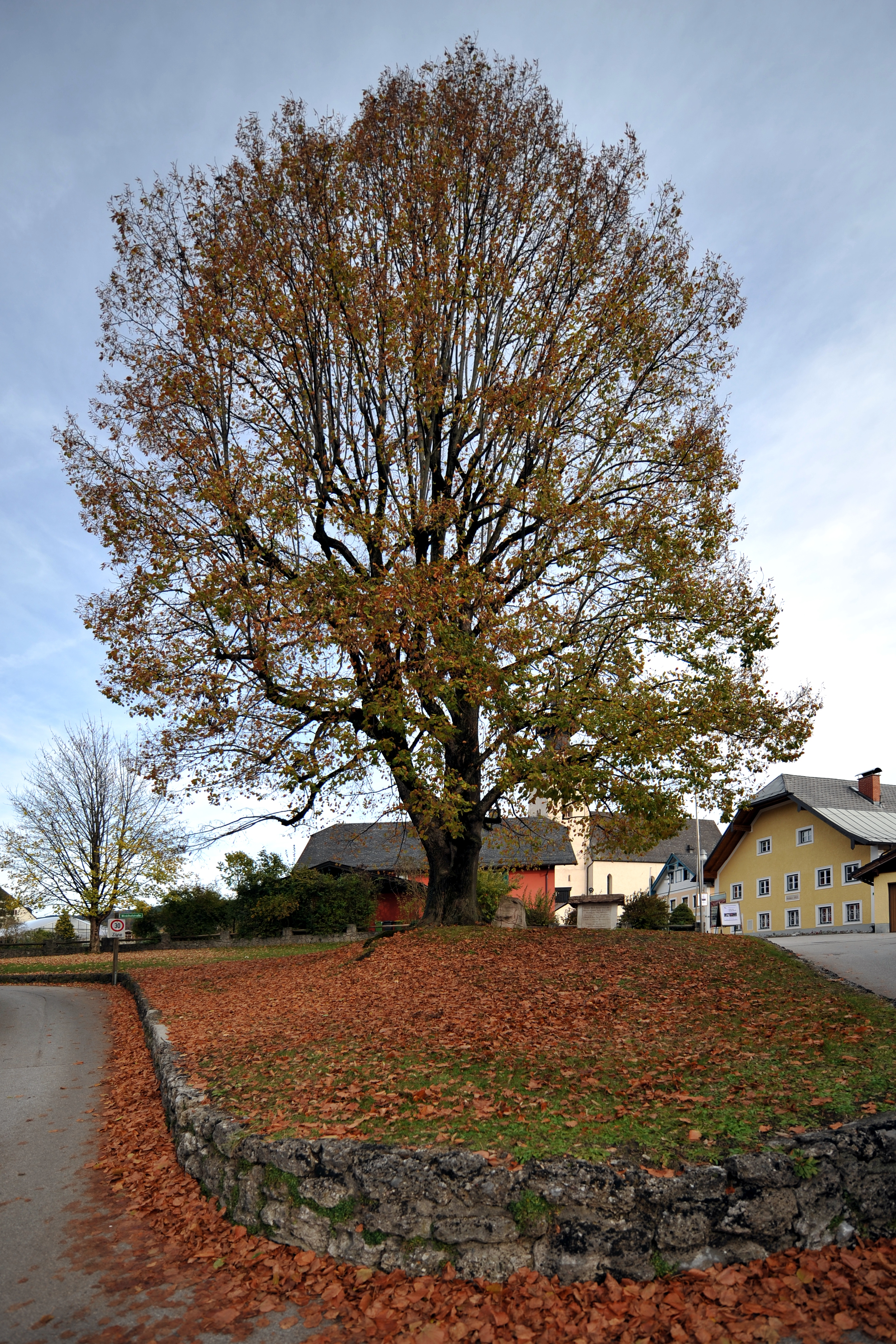
Schranne und Linde

Der Tisch steht seit alters her unter der Dorflinde unweit der Pfarrkirche, an der Abzweigung von der Überlandstraße (heute Halleiner Landesstraße L105) nach Winkl. Der derzeitige, inzwischen ebenfalls schon prächtige Lindenbaum, eine Sommerlinde, ist eine Neupflanzung aus dem Jahre 1908, und wurde im Gedächtnis Kaiser Franz Josephs gepflanzt. Er hatte 2012 etwa 25 Meter Wuchshöhe. Alter und Name des Baums sind auf einem Gedenkstein neben dem Stamm bezeichnet.

## Nachweise
- Josef Brettenthaler (Hg.): Oberalm. Ein Salzburger Markt einst und jetzt. Salzburg 1978
- Schrannentisch, Marktgemeinde Oberalm
- Oberalmer Thaidingtisch. In: Salzburger Nachrichten: Salzburgwiki.

1. 1 2  Dorflinde in Puch, Eintrag in Bedeutende Bäume und Wälder, Trees.FH-Salzburg.ac.at (die Angabe „Puch“ ist irrtümlich)
2. ↑  Ein weiterer Thaidingtisch, allerdings eine Nachbildung, ist in Anif zu sehen